# Diocèse de Cuenca
Ne doit pas être confondu avec Archidiocèse de Cuenca.
Le diocèse de Cuenca (en latin : Dioecesis Conchensis ; en espagnol : Diócesis de Cuenca) est un diocèse de l'Église catholique en Espagne, suffragant de l'archidiocèse de Tolède.

Carte des diocèses d'Espagne avec le diocèse de Cuenca en rouge.

## Territoire
Le diocèse correspond exactement à la province de Cuenca, il est suffragant de l'archidiocèse de Tolède et a son évêché à Cuenca où se trouve la cathédrale Sainte-Marie-et-Saint-Julien, il possède un territoire d'une superficie de 17140 km2 avec 326 paroisses.

## Histoire
Six ans après la reconquête de Cuenca par Alphonse VIII de Castille, le diocèse est fondé par Lucius III le 5 juillet 1183 sur le territoire qui appartenait à trois diocèses précédents : Segóbriga, Valeria et Ercávica. En 1220, Rodrigo Jiménez de Rada tente de diviser le diocèse en deux parties pour retrouver sa forme originelle mais l'opposition de l'évêque García (es) conduit à une action en justice entre eux et l'évêque de Burgos statue en faveur de Cuenca. La construction de la cathédrale commence en 1196 dans le style gothique sur le site où se trouvait la mosquée, les travaux sont achevés en 1257.
Au Moyen Âge, l'élection de l'évêque est sous la responsabilité du chapitre de la cathédrale mais avec empiétement constant de l'archevêque de Tolède (en particulier dans les 100 premières années d'existence du diocèse) ou du roi de Castille. La seule élection capitulaire a effectivement lieu dans la seconde moitié du XIIIe siècle. Au Moyen Âge, c'est un diocèse important, riche et très étendu comme le montrent les 19 synodes diocésains célébrés entre 1364 et 1493. En 1745 est fondé le séminaire diocésain. En 1902, la façade de la cathédrale qui était effondrée est reconstruite. Le 7 août 1936 Mgr Cruz Laplana y Laguna (es) est tué pendant la guerre civile espagnole et béatifié le 28 octobre 2007. Le 2 novembre 1949, le diocèse cède une partie de son territoire en faveur du diocèse d'Albacete. 

## Source
- (es) Cet article est partiellement ou en totalité issu de l’article de Wikipédia en espagnol intitulé « Diócesis de Cuenca » (voir la liste des auteurs).

### Articles liés
- Diocèses et archidiocèses d'Espagne
- Église catholique en Espagne